# Алимжанов, Ануарбек Турлыбекович
Ануа́р Турлыбекович Алимжа́нов (каз. Әнуар Тұрлыбекұлы Әлімжанов; 2 мая 1930 года, аул Карлыгаш, Талдыкорганская область, Казакская АССР, РСФСР, СССР, — 9 ноября 1993 года, г. Алма-Ата, Республика Казахстан) — советский и казахский писатель, публицист, общественный деятель. С 29 октября по 2 января 1992 года возглавлял Совет Республик Верховного Совета СССР, который принял декларацию о прекращении существования СССР.

## Биография
Родился 2 мая 1930 года в ауле Карлыгаш, Талдыкорганской области. Происходит из подрода болатшы рода каракерей племени найман.
С 1949 года по 1954 — обучался в Казахском Государственном университете в Алма-Ате.
В 1953 году вступил в КПСС. С 1991 года председатель «Социалистической партии Казахстана», в которую было преобразовано большинство Компартии Казахстана.
После окончания факультета журналистики работал собственным корреспондентом «Литературной газеты» (Москва) по Центральной Азии и Казахстану.
С 1963 по 1967 год работал главным редактором киностудии «Казахфильм». В 1968 году был приглашен собственным корреспондентом газеты «Правда» (Москва) по Казахстану. С 1969 года являлся главным редактором литературного еженедельника «Казах адебиети». С 1970 до 1979 года избирался первым секретарем Союза Писателей Казахстана. Одновременно в это же время, но по 1986 год, являлся секретарем правления Союза Писателей СССР.
С 1986 года избирался председателем Казахского Фонда культуры, председателем Совета Мира и Согласия Республики Казахстан. Депутат Верховного Совета Казахской ССР. Народный депутат Казахской ССР (1990—1993). Неоднократно избирался членом Президиума Верховного Совета Казахской ССР, делегат 24 и 25 съездов КПСС.
С 1959 года являлся заместителем председателя Советского комитета по связям с писателями Азии и Африки, являлся активным членом Афро-Азиатской Ассоциации писателей и Европейского сообщества культуры.
В 1981—1991 гг. председатель Казахского агентства охраны авторских прав.
В марте — октябре 1991 г. президент Ассоциации коммерческого телевидения и радиовещания Казахской ССР.
С 29 октября по 2 января 1992 года возглавлял Совет Республик Верховного Совета СССР (образованный Законом СССР от 5 сентября 1991 года № 2392-I, но не предусмотренный Конституцией СССР).
Под его председательством 26 декабря 1991 года Совет Республик принял декларацию о прекращении существования СССР в связи с образованием СНГ, признав Беловежское соглашение.
В 1991 году был избран председателем «Социалистической партии Казахстана».
Умер 9 ноября 1993 года. Похоронен в Алма-Ате.
Был женат на Флюре Байнетовой. Сын Аскар (род. 1964).

## Награды
- орден Дружбы народов (08.05.1980)[10]
- медаль «За трудовую доблесть» (28.10.1967)
- другие медали
- Лауреат Государственной премии имени Абая;
- Лауреат премии Комсомола Казахстана;
- Лауреат международной премии им. Неру (1969);
- Лауреат международной премии «Лотос» (1974);
- Лауреат международной премии им. Нето (1985).

## Память
Именем известного писателя названы улицы в городах Алма-Ате, Астане, Талдыкоргане и школа в Алматинской области.